# UPG-NG
UPG-NG, Uniwersalne Podwozie Gąsienicowe Nowej Generacji – polski, ciężki nośnik sprzętu bojowego, opracowany przez gliwicki OBRUM. Pojazd powstał w oparciu o gruntownie przebudowane podwozie SPG-1M ustawiacza min Kalina z wykorzystaniem elementów konstrukcji czołgu PT-91 Twardy.

## Powstanie
UPG-NG jest odmianą rozwojową podwozia SPG-1M (szybkobieżny pojazd gąsienicowy) zastosowanego w ustawiaczu min SUM-Kalina, opracowaną na potrzeby programu nowej armatohaubicy samobieżnej AHS Krab. Zastosowano w nim elementy konstrukcji czołgu PT-91 Twardy – przede wszystkim koła bieżne i elementy zawieszenia. Podwozie także wydłużono o jedną parę kół dla zwiększenia nośności (do siedmiu par). Zastosowano mocniejszy silnik stosowany w czołgach PT-91: S-12U o mocy 625 kW (805 KM) zakładów PZL-Wola.
Wstępne próby podwozia miały miejsce w 1999 roku. Prototypowe podwozie zostało dostarczone do Huty Stalowa Wola w kwietniu 2001 roku, gdzie w czerwcu posłużyło do skompletowania prototypu haubicy Krab. W 2002 roku ukończono drugi prototyp Kraba. Dopiero w 2008 roku wojsko zamówiło sześć dalszych dział, dla których wyprodukowano podwozia UPG-NG. Moduł dywizjonowy w składzie ośmiu dział na podwoziu UPG-NG, łącznie z dwoma prototypami, został dostarczony armii do badań w listopadzie 2012 roku.

## Opis

### Kadłub
Kadłub zbudowany jest ze spawanych blach wykonanych ze stali pancernej. Grubość blachy w podwoziu wynosi 13 mm. Grubość ścian bocznych, przednich i tylnych to 20 mm.
Zbiorniki paliwa o pojemności 800 litrów znajdują się w podwójnym dnie.
W przedniej części, po lewej stronie, znajduje się stanowisko kierowcy pojazdu. Obok, po prawej zabudowany jest przedział silnikowy.
W środkowej i tylnej części znajduje się przedział bojowy, a w dachu wykonany jest otwór umożliwiający montaż łożyska systemu wieżowego.
W przypadku wersji dla AHS Krab średnica łożyska wynosi 2400 mm.
Z tyłu kadłuba znajduje się właz umożliwiający dostęp do wnętrza UPG-NG. Właz wyposażony jest w jednoskrzydłowe drzwi.

### Napęd
Wiele rozwiązań napędowych zostało zaadaptowanych z czołgu PT-91, jednak największą różnicą jest silnik umiejscowiony z przodu kadłuba po prawej stronie. Wymusza to kilka innych zmian konstrukcyjnych, głównie w dziedzinie przeniesienia napędu.
Pojazd napędzany jest silnikiem spalinowym produkcji PZL-Wola S-12U. Jest to chłodzona cieczą, 12-cylindrowa jednostka czterosuwowa o zapłonie samoczynnym, zbudowana w układzie V.
Moc silnika wynosi 850 KM i jest dostępna przy 2000 obr./min. Maksymalny moment obrotowy jest osiągalny w zakresie 1300 do 1400 obr./min i wynosi 3100 Nm.
Podwozie wyposażone jest w mechaniczny układ przeniesienia mocy z przekładnią pośrednią, dwiema skrzyniami biegów i współosiowymi przekładniami bocznymi. Planetarne skrzynie biegów posiadają siedem przełożeń do jazdy naprzód oraz jedno do jazdy wstecz.
Do sterowania pojazdem wykorzystywany jest wolant z hydraulicznym układem wykonawczym.
Zawieszenie jest niezależne na wałkach skrętnych. Jako że kadłub został w stosunku do PT-91 wydłużony, dodano dodatkową parę kół. Każde z 14 kół jezdnych jest połączone za pomocą wahacza z wałkiem skrętnym.
W przeciwieństwie do PT-91 silnik znajduje się w przedniej części kadłuba, napęd przekazywany jest na znajdujące się w przedniej części pojazdu koła napędowe. Z tyłu zaś znajdują się koła napinające.

## Zastosowanie
UPG-NG zostało wybrane jako nośnik wieży dla systemu artyleryjskiego Krab. Po wykryciu problemów z tzw. mikropęknięciami podwozia zrezygnowano z UPG-NG i zakupiono licencję na podwozie K9 firmy Samsung Techwin.
W 2015 roku zmodyfikowane podwozie UPG-NG (nr 9) zostało użyte w prototypie słowackiej haubicy samobieżnej Diana firmy Konstrukta, z lufą kalibru 155 mm L/52 w wieży pochodnej od haubicy Zuzana 2), zaprezentowanym na Międzynarodowym Salonie Przemysłu Obronnego w Kielcach we wrześniu tego roku.

## Problemy

### Materiały
W 2010 roku ujawniono informację na temat problemów z UPG-NG przeznaczonych dla AHS Krab.
Wykryto mikropęknięcia blach pancernych, z których wykonany był kadłub. Mikropęknięcia nie zostały wykryte we wszystkich wyprodukowanych podwoziach.
Wady nie stwierdzono w prototypowym, pierwszym wyprodukowanym egzemplarzu, pomimo wyjątkowo intensywnej eksploatacji, co wykluczyło błędy konstrukcyjne.
Raport przygotowany w 2011 roku przez Politechnikę Wrocławską jako przyczynę usterki stwierdza wady materiałowe pancernej stali użytej do produkcji, tzw. kruchość wodorową. Blachy te zakupione były w 2000 roku w Hucie Ostrowiec, lecz pochodziły jeszcze z 1989 roku i nie miały niezbędnych atestów.
W wyniku ustaleń pomiędzy wykonawcą podwozia (OBRUM) a zamawiającym (Huta Stalowa Wola) zdecydowano się na wymianę wadliwych podwozi na koszt producenta. Ostatecznie mikropęknięcia nie zostały uznane za wadę istotną dla bezpieczeństwa, lecz pojawiły się usterki innego typu, opisane dalej, co doprowadziło do decyzji o zmianie podwozia.

### Silnik
W związku z zamknięciem linii produkcyjnych dla silników marki PZL Wola (zakład w likwidacji) BUMAR utracił możliwości dostarczania jednostek S-12U. Z tego powodu przekonstruowano przedział silnikowy oraz układów chłodzenia i przeniesienia napędu UPG-NG w ten sposób, by móc stosować silniki marki MTU typu MTU-881 Ka500. Jednostka ta, mocniejsza, ale cięższa i większa, była rozważana jako napęd UPG-NG jeszcze przed wyborem silnika S-12U.
Próby partii wdrożeniowej ośmiu dział Krab przeprowadzone w 2013 roku wykazały jednak szereg wad związanych z układem napędowym i przeniesienia mocy. Między innymi, mało wydolny był układ chłodzenia, powodując przegrzewania się silników. Miały miejsce wycieki płynów eksploatacyjnych z silnika i przekładni bocznych oraz nieszczelności układu paliwowego, a także wydechowego, jak również problemy z instalacją elektryczną. Doszło wreszcie do zatarcia silnika w jednym pojeździe. Wobec trudności w usunięciu wad, podjęto analizy dotyczące zmiany podwozia systemu i ostatecznie w grudniu 2014 roku wybrano dla seryjnego Kraba podwozie południowokoreańskiej armatohaubicy K9 Thunder firmy Hanwha Techwin.